# 五所川原郵便局
五所川原郵便局（ごしょがわらゆうびんきょく）は、青森県五所川原市にある郵便局である。民営化前の分類では集配普通郵便局であった。

## 概要
住所：〒037-8799 青森県五所川原市旭町53-1

### 出張所（局外設置ATM）
民営化以前から以下の場所に出張所としてATMを設置しており、民営化以後はゆうちょ銀行仙台支店の管理となった。
- エルムの街ショッピングセンター内出張所

## 沿革
- 1874年（明治7年）12月16日 - 五所川原郵便取扱所として開設[1]。
- 1875年（明治8年）1月1日 - 五所川原郵便局（五等）となる。
- 1880年（明治13年）8月 - 為替取扱を開始。
- 1893年（明治26年）2月16日 - 電信業務を開始し、五所川原郵便電信局となる。
- 1903年（明治36年）4月1日 - 通信官署官制の施行に伴い五所川原郵便局となる。
- 1906年（明治39年）3月 - 振替貯金取扱開始。
- 1910年（明治43年）
  - 2月 - 電話開始。
  - 4月 - 年金恩給取扱開始。
- 1916年（大正5年）10月 - 郵便貯金取扱開始。
- 1928年（昭和3年）2月 - 月掛貯金取扱開始。
- 1931年（昭和6年）10月 - 小児保険取扱開始。
- 1950年（昭和25年）
  - 10月1日 - 特定郵便局から普通郵便局に局種別改定[2]。
  - 11月16日 - 電気通信業務を、新設の五所川原電報電話局に移管[3]。
- 1951年（昭和26年）9月21日 - 局舎が、上平井町に移転[4]。
- 1956年（昭和31年）9月1日 - 電話通話および和文電報受付事務の取扱を開始[5]。
- 1959年（昭和34年）
  - 4月 - 局舎増改築工事開始[6]。
  - 10月3日 - 10時から局舎増改築落成記念式典を挙行[7]。
- 1975年（昭和50年）1月 - 局舎新築落成。
- 1998年（平成10年）9月1日 - 外国通貨の両替および旅行小切手の売買に関する業務取扱を開始。
- 2002年（平成14年）3月25日 - 七和郵便局から集配業務を移管[8]。
- 2007年（平成19年）10月1日 - 民営化に伴い、併設された郵便事業五所川原支店に一部業務を移管。
- 2012年（平成24年）10月1日 - 日本郵便株式会社の発足に伴い、郵便事業五所川原支店を五所川原郵便局に統合。

## 取扱内容
- 郵便、印紙、ゆうパック、内容証明
- 貯金、為替、振替、振込、国際送金、国債、投資信託
- 生命保険、バイク自賠責保険、自動車保険
- ゆうちょ銀行ATM
- 五所川原市内の一部地域（旧・五所川原市内全域：〒037-00xx・〒037-06xx）の集配業務
- ゆうゆう窓口

## 周辺
- 五所川原駅
- 立佞武多の館
- 五所川原市役所
- 青森県立五所川原高等学校
- つがる総合病院
- 国道101号
- 国道339号

## アクセス
- JR五能線 五所川原駅、津軽鉄道線 津軽五所川原駅からそれぞれ徒歩約4分
- 弘南バス 旭町停留所下車
- 津軽自動車道（浪岡五所川原道路） 五所川原北インターチェンジから南へ約3km
- 駐車場あり：4台

## 参考資料
- 『五所川原町史』（国書刊行会発行）391頁～392頁「第二章 官公署其他 第五節 五所川原郵便局」